# Carlos Antonio López
Carlos Antonio López Ynsfrán, född 4 november 1790 i Asunción, död där 10 september 1862, var president i Paraguay från 1844 till sin död. López valdes 1841, efter  José Gaspar Rodríguez de Francias död, till en av två konsuler och 1844 till president med diktatorisk makt på tio år, vilket 1854 förnyades på tre år och 1857 på ytterligare tio år. López blev därmed den förste av Paraguays statsöverhuvuden som officiellt antog titeln "president". López styrde despotiskt. Kongressen samlade sig endast på hans kallelse, för att bekräfta hans förordningar, men han tog Paraguay ur sin isolering och utvecklade landets ekonomi och stärkte dess militära makt efter europeisk förebild. 
Antonio López regering gjorde på många sätt Paraguay till en modern stat. Nedan är några av de reformer som gjordes under dennes regeringstid:
- Grundandet av det nationella järnvägsbolaget och järnvägsnätet.
- Inrättandet av den nationella flottan.
- Järngjuteriet Ybycuí.
- Utvecklingen av försvarsindustrin.
- Utveckling av den nationella industrin och internationell handel. Handelsöverenskommelser undertecknade bland annat med Frankrike, USA och Storbritannien.
- Grundandet av mer än 300 skolor över hela landet, med gratis och obligatorisk skolgång.
- Skapandet av nationalsången.
- Reform av jordbruket.
- Beviljandet av medborgarskap till landets ursprungsbefolkning.
- Grundande av flera dagstidningar
- Fullständig omstrukturering av den offentlig förvaltningen Installationen av tryckpressar.
- Konsolideringen av Paraguays gränser, och internationellt erkännande av dessa.

Han efterträddes vid sin död av sonen Francisco Solano López.